# Gekkan Afternoon
Gekkan Afternoon (月刊アフタヌーン Gekkan Afutanūn?) es una revista japonesa de manga seinen, publicada por Kōdansha. Es de publicación mensual, cada día 28 del mes, y en cada entrega posee cerca de veinte historias de varios mangakas, con lo cual tiene cerca de 800 páginas por entrega. Gekkan Afternoon ha poseído varios mangas exitosos como ¡Oh, Mi Diosa!, Genshiken y La espada del inmortal. Es parte de la línea de Kōdansha "1day" (un día), la cual incluye también Shūkan Morning y Evening.

## Manga publicado enAfternoon

### Manga publicado actualmente
| Serie                                                                 | Autor                           | Edición de inicio | Año  |
| --------------------------------------------------------------------- | ------------------------------- | ----------------- | ---- |
| Vinland Saga (ヴィンランド・サガ Vinrando Saga?)                      | Makoto Yukimura                 | 2                 | 2006 |
| Blue Period                                                           | Tsubasa Yamaguchi               | 10                | 2017 |
| Sonna Yatsuai nee!! (そんな奴ァいねぇ!!?)                             | Yū Komai                        | 6                 | 1994 |
| Hato no Oyomesan (ハトのおよめさん?)                                  | Haguki                          | 9                 | 1999 |
| Bakuon Rettō (爆音列島?)                                              | Tsutomu Takahashi               | 12                | 2002 |
| Historie                                                              | Hitoshi Iwaaki                  | 3                 | 2003 |
| Aidokusha Boys Senshuken (愛読者ボイス選手権?)                        | Yasatoshi Karasu                | 3                 | 2003 |
| Love yan (ラブやん?)                                                  | Hiroshi Tamaru                  | 4                 | 2003 |
| ACONY                                                                 | Kei Tōme                        | 5                 | 2003 |
| Ōkiku Furikabutte (おおきく振りかぶって?)                             | Asa Higuchi                     | 11                | 2003 |
| Boo neko (プーねこ?)                                                  | Masayuki Kitamichi              | 2                 | 2004 |
| Rinshi!! Ecoda-chan (臨死!!江古田ちゃん?)                             | Yukari Takinami                 | 4                 | 2005 |
| Sora no manimani (宙のまにまに?)                                      | Mami Kashiwabara                | 11                | 2005 |
| Nachun (ナチュン?)                                                    | Daisaku Tsuru                   | 8                 | 2006 |
| Atarashii asa (あたらしい朝?)                                         | Iō Kuroda                       | 9                 | 2006 |
| Jugai (呪街?)                                                         | Sō Sōmoto                       | 12                | 2006 |
| Ōedo Rocket (大江戸ロケット Ōedo Roketto?)                            | Gekidan Shinkansen              | 4                 | 2007 |
| Zarigani Kachō (ザリガニ課長?)                                        | Kenji Sonishi                   | 5                 | 2007 |
| Yoshidake no Chisujiu (吉田家のちすじ?)                               | Morio Nakajima                  | 5                 | 2007 |
| Ganso Ylva-chan (元祖ユルヴァちゃん Ganso Yuruva-chan?)               | Hideo Nishimoto                 | 6                 | 2007 |
| Kabu no Isaki (カブのイサキ?)                                         | Hitoshi Ashinano                | 8                 | 2007 |
| Fancy Guy Kyatoran (ファンシーGUYきゃとらん Fanshī GUY Kyatoran?)     | Makoto Kubota                   | 11                | 2007 |
| Vampir (ヴァムピール Vamupīru?)                                       | Natsumi Itsuki                  | 12                | 2007 |
| Spirit (スピリット魂 Supiritto?)                                      | Kōji Akimoto                    | 1                 | 2008 |
| Trial Ride (トライアルライド Toraiaru Raido?)                         | Seiji Uosomi & Kobayashi Chieko | 1                 | 2008 |
| Octave (オクターヴ Okutāvu?)                                          | Haru Akiyama                    | 3                 | 2008 |
| Mozuyasan Gyakushō suru (百舌谷さん逆上する?)                         | Rokurō Shinofusa                | 3                 | 2008 |
| Karan (からん?)                                                       | Kon Kimura                      | 5                 | 2008 |
| Coffee Jikan (珈琲時間 Kōhī Jikan?)                                   | Tetsuya Toyoda                  | 7                 | 2008 |
| Digopuri (ぢごぷり?)                                                  | Shimoku Kio                     | 7                 | 2008 |
| Hacks (ハックス! Hakkusu!?)                                           | Tetsuya Imai                    | 7                 | 2008 |
| Kayō Gogo Kuji DoLL Natsu o Oboeru (火曜午後9時・DoLL・夏をおぼえる?) | Tashiya Okado                   | 9                 | 2008 |
| Sekai ni Habatake Todoroki Sensei (世界に羽ばたけ轟先生！?)           | Norio Kanbara                   | 11                | 2008 |
| Tomodachi 100jin de kirukana (友達100人できるかな?)                   | Minoru Toyoda                   | 3                 | 2009 |
| Bushidō Sixteen (武士道シックスティーン?)                             | Jirō Andō & Tetsuya Honda       | 5                 | 2009 |

### Otros mangas publicados
- La espada del inmortal
- ¡Oh, Mi Diosa!
- Nazo no Kanojo X
- Abenobashi Mahō☆Shōtengai
- BLAME!
- Gankutsuō
- Genshiken
- Gunsmith Cats[2]
- Hoshi no Koe
- Kujibiki ♥ Unbalance
- Mushishi
- Shadow Skill
- Shion no Ō
- Tokko